# Далі польоту стріли (мінісеріал, 1990)
«Далі польоту стріли» — український радянський 2-серійний мінісеріал режисера Василя Вітра, відзнятий 1990 року на студії Укртелефільм.
Серіал присвячений темі відповідальности митця за кожне написане ним слово.

## Синопсис
У центрі сюжету поневіряння митця-журналіста київської газети. Перед ним постає низка внутрішніх проблем: як ужитися у великому місті, існування справжнього кохання й віднайдення відповіді на одвічне питання — «Хто я?» Зовнішні події перегукуються з психологічною кризою головного героя. У пошуках себе він подорожує до затоплених задля створення водосховищ сіл Херсонщини — десь там під товщею води рідне село його батьків, метафора понівечених у ХХ столітті української культури та історичної пам'яти.
Переймання чоловіка тісно пов'язані з навколишнім світом: атмосфера кінострічки відтворює розгубленність цілого народу: «Що буде далі, після комунізму і його ідеології?» На дворі все вказує на недалекий крах перебудови.

## У ролях
- Олег Савкін (у титрах Савкин) — Іван Запорожченко (журналіст)
- Олена Іллєнко — Галина
- Наталя Поліщук — Марина Григорівна Гетьманець (юрист)
- Ніна Матвієнко — Ганнуся
- Анатолій Барчук — Петро Запорожченко (батько Івана)
- Лесь Сердюк — Дід Запорожченко
- Вадим Яковенко — Юрко
- Валентин Троцюк — Мірек і незнайомець
- Василь Вітер — Григорій
- Олександо Беліна — Афанасій
- Таїсія Литвиненко
- Михайло Конечний — Яків
- Вадим Яковенко — Єрмолай
- Леонід Титов — Логін
- Лариса Кадирова — Зоя
- Сергій Свєчников — Басмачевський та інші…

## Відгуки та реакція
Режисер стрічки зазначив, що його робота була одним з останніх мистецьких творів проти чинної тоді російської влади й після оприлюднення стрічки у 1990 році фільм викликав значний резонанс, режисера назвали "антирадянщиком" й вийшли критичні рецензії, бо стрічка чітко описувала те, що українську націю фактично знищували в державі, якою ця російська влада й керувала. Однак коли творці привезли стрічку для показу до теренів, де її знімали, — у південну Україну, на Херсонщину, — місцеві глядачі зустріли її дуже схвально, позаяк у ній йшлося про долю цих людей, про підтоплення земель, коли у буремних хвилях зникали їхні села.